# قضاء دبس
قضاء دبس وهو قضاء تابع لمحافظة كركوك في العراق، مركزه مدينة الدبس. وقد استحدث بموجب المرسوم الجمهوري 72 في 1976 وتبلغ المساحة الكلية له 1354 كم2 فيما بلغ عدد السكان في تعداد 1977 37815 نسمة اما في تعداد 1987 فقد كان عدد السكان 22316 نسمة.